# 605499 Krupko
605499 Krupko è un asteroide della fascia principale esterna. Scoperto nel 2011, presenta un'orbita caratterizzata da un semiasse maggiore pari a 3,068923 UA e da un'eccentricità di 0,037603, inclinata di 9,624846° rispetto all'eclittica.